# Thompson (Pennsylvanie)
Pour les articles homonymes, voir Thompson.
Thompson est un borough situé à  l'est du comté de Susquehanna, en Pennsylvanie, aux États-Unis,. En 2010, il comptait une population de 299 habitants, estimée au 1er juillet 2020 à 299 habitants.  Le borough est incorporé en 1876.

## Démographie
Lors du recensement de 2010, le borough comptait une population de 299 habitants. Elle est estimée, en 2020, à 299 habitants.

### Source de la traduction
- (en) Cet article est partiellement ou en totalité issu de l’article de Wikipédia en anglais intitulé « Thompson, Pennsylvania » (voir la liste des auteurs).